# Reolus van Reims
Reolus van Reims (ook Rieul, Réol, Regulus, Rigulus; - 698) was bisschop van Reims van 672 of 673 tot minstens 689. Hij steunde de Frankische hofmeier Ebroin.
Reolus kwam uit een Frankische adellijke familie en trouwde met een dochter van de Merovingische koning Childerik II, met wie hij meerdere kinderen kreeg. Na de dood van zijn vrouw trad hij in 662 toe tot het benedictijnenklooster van Hautvillers, maar ging later naar de abdij van Rebais (Rebascum) in het bisdom Meaux. In 672 of 673 werd hij de opvolger van zijn familielid, Sint-Nivard van Reims, de zesentwintigste bisschop van Reims.
Na hun nederlaag in de slag bij Lucofao eind 679 of begin 680, ontvluchtten de Austrasische hertogen Martin van Laon en Pepijn van Herstal het slagveld. Martin trok naar Laon. Bisschop Reolus en een zekere Agilbert lokten hem naar Ecry onder het voorwendsel van onderhandelingen met koning Theuderik III, waarbij ze valse geloftes aflegden zwerend op relikwiedozen waarvan Martin niet wist dat deze leeg waren. Hij vertrouwde hen daarom en Martin ging naar Ecry, waar hij en zijn aanhangers werden vermoord.
Hij stichtte rond 680 de abdij van Orbais (Dorbacense monasterium), nabij Épernay in de Champagne in Noord-Frankrijk, waarvoor hij monniken uit Rebais riep.
Kort voor de slag bij Tertry (687) wisselde hij van kamp en steunde hij nu Pepijn van Herstal. Vermoedelijk was dit omwille van zijn persoonlijk verzet tegen de nieuwe hofmeier Berchar.
Hij nam in 689 deel aan het concilie van Rouen onder leiding van Sint-Ansbert van Rouen. Hij stierf in 698 en werd later heilig verklaard. Zijn relikwieën bevinden zich in Orbais.
Hij werd opgevolgd als bisschop van Rouen door Rigobert van Reims, die door Pepijn was aangesteld.

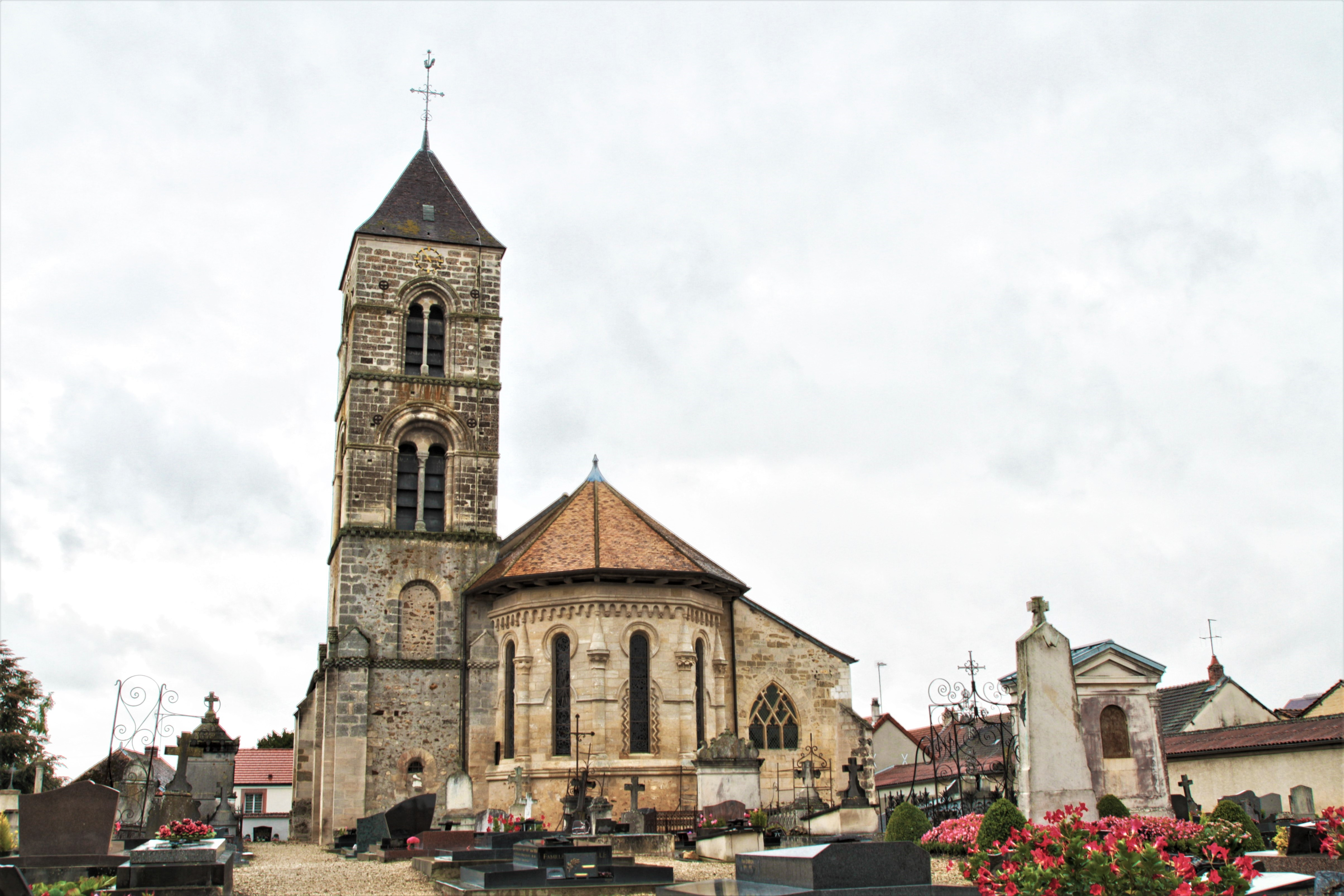
Kerk van St. Réol in Ambonnay.

De kerk van St-Réol in Ambonnay in het departement Marne is aan hem gewijd.